# Koning van de Slaven
Koning van de Slaven (Latijn: rex Sclavorum, Sclavorum rex) was een titel om sommige Slavische heersers aan te duiden, alsook Germaanse heersers die de Slaven overwonnen, in de middeleeuwse Europese bronnen, zoals de pauselijke correspondentie.
Pauselijk gebruik is vetgedrukt.
Slavische heersers
- Drogoviz, heerser van de Veleti (789); in de Annales Mettenses priores rond 805;[1]
- Trpimir, heerser van Kroatië (845–864); verkeerdelijk door Godschalk van Orbais rond 840;[2]
- Svatopluk I van Moravië, heerser van Moravië (870–894); door Paus Stephanus V (VI) in 885;[3]
- Michael, heerser van Zahumlje (913–926); verkeerdelijk in de Annales Barenses;[4]
- Mihailo Vojislavljević, heerser van Duklja/Servië (1050–1081); door Paus Gregorius VII in 1077;[5]
- Vukan, heerser van Rascia/Servië (1089–1105); door Willem van Tyrus[6] tussen 1170 en 1184;
- Stefan Dragutin, heerser van Servië (1276–1282) en Syrmië (1282–1316); door Paus Nicolaas IV in 1288[7]

Niet-Slavische heerser
- Samo, heerser van de Slaven (623–658); in de Annales regni Francorum;
- Knoet Lavard, Deense prins (1120–1131); door Willem van Hirsau na 1129[8]